# 玉川町 (福岡市)
玉川町（たまがわまち）は、福岡県福岡市南区にある地名。丁目の設定がない単独町名であり、全域で住居表示を施行している。郵便番号は815-0037。

## 概要
福岡市南区の北東部に位置し、東は福岡県道602号後野福岡線及び国道385号（日赤通り）を挟んで清水、西は野間、北は大楠、南は向野と接している。
国道385号及び日赤通り沿いは交通量が多く、商業地域として発展している。また、町内には福岡第一高等学校、第一薬科大学付属高等学校、第一薬科大学があり、文教地区としての一面もある。

## 歴史

### 町域の変遷
| 住居表示実施後 | 実施年月日         | 住居表示実施前（各大字の一部） |
| -------------- | ------------------ | ------------------------------ |
| 玉川町         | 1980年（昭和55年） | 玉川町・上磐瀬町・日吉町       |

## 主な施設

### 教育施設
- 都築学園グループ
  - 福岡第一高等学校
  - 第一薬科大学付属高等学校
  - 第一薬科大学

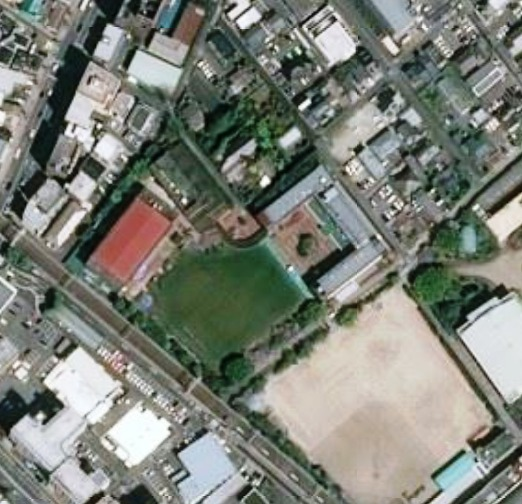
福岡第一高等学校周辺の空撮

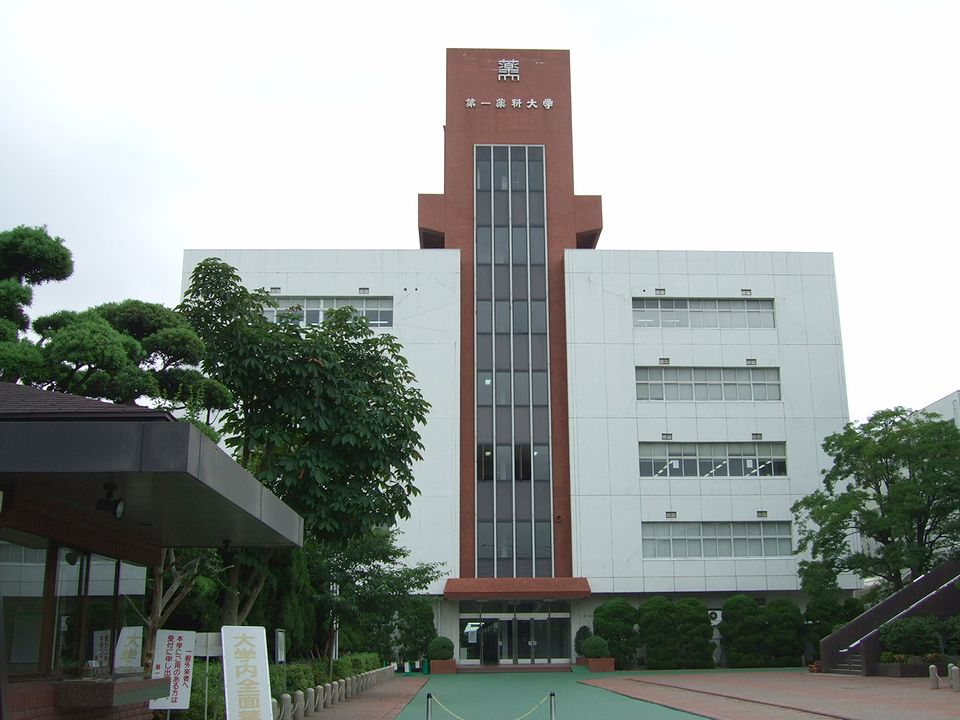
第一薬科大学

    - ※第一薬科大学付属高校・第一薬科大学は本部が福岡第一高校と同一の場所に設置されているが、校地は福岡第一高校と道路を挟んだ向かい側の向野1丁目にある
- 国際貢献専門大学校

町内に小学校・中学校はなく、全域が福岡市立玉川小学校、福岡市立春吉中学校の校区となっている。
県立高等学校普通科の学区は第5学区。

## 交通

### 道路
- 福岡県道602号後野福岡線（大池通り・日赤通り）
- 国道385号（日赤通り・きよみ通り）

日赤通り・大池通り・きよみ通りが町内の主要な幹線道路である。日赤通りが北西から南東に延びており、清水四ツ角交差点で大池通りが南西に、きよみ通りが北東に分岐する（きよみ通りは清水四ツ角交差点部分のみ玉川町の域内にある）。日赤通りのうち清水四ツ角交差点から南東ときよみ通りが国道385号、日赤通りの清水四ツ角交差点から北西と大池通りが県道602号線となる。

### 鉄道
町内に西鉄天神大牟田線が通っており、高宮駅が最寄り駅となる。高宮駅は駅施設の一部が玉川町の域内にかかっているが大部分は隣の大楠3丁目にある。

### バス
- 西鉄バス
  - 清水町